# Nubiologia
Nubiologia és l'especialització en l'estudi de Núbia.
El terme va començar a existir els anys seixanta quan es va construir la resclosa d'Assuan, aprovat pel president Nasser el 1958. La pujada del nivell de l'aigua cobria molts monuments de Núbia a Egipte i el Sudan. A partir de 1959 una crida mundial al salvament va ser feta per intel·lectuals, i entre 1959 i 1967 més de 40 equips de tot el món van treballar per excavar 500 kilòmetres de la vora del riu. Es van descobrir milers d'objectes els quals van ser repartits per museus d'arreu del món i alguns temples van ser moguts de lloc i d'altres desmuntats i portats a països d'Europa com els Països Baixos, Catalunya, i d'altres, i als Estats Units. Aquest gran esforç va fer de Núbia una de les regions més conegudes arqueològicament i va iniciar el camí de l'especialització de nubiologia en haver-hi ja suficients dades.
Des del 1970 part dels experts que van participar en el rescat van començar a treballar en el camp de l'estudi dels objectes i de la història de Núbia, i se'n van afegir d'altres. Així després dels fets, es van iniciar moltes exploracions sobretot al nord del Sudan, a la part de Núbia que no havia quedat coberta per les aigües. Actualment uns 20 equips arqueològics treballen al Sudan.
Especialitzacions similars però d'un altre àmbit geogràfic, són l'egiptologia, l'assiriologia, la hititologia, la mitanologia, la urartologia i l'elamologia.